# Барнетт, Джош
Джошуа Лоуренс Барнетт (англ. Joshua Lawrence Barnett, род. 10 ноября 1977, Сиэтл, Вашингтон) — американский боец смешанного стиля, грэпплер и рестлер, в настоящее время выступающий в UFC. Барнетт — экс-чемпион UFC и Pancrase в тяжёлом весе, а также финалист Pride Grand Prix 2006 и Гран-При тяжеловесов Strikeforce. Среди побежденных им бойцов значатся Антониу Родригу Ногейра, Фрэнк Мир, Александр Емельяненко, Педро Риззо, Сэмми Схилт, Рэнди Кутюр, Сергей Харитонов. Кроме этого, он единственный боец в истории ММА, трижды пойманный на употреблении стероидов.
Имея необычную базу кэтч-борьбы, Барнетт также успешно выступает в соревнованиях по грэпплингу. Он обладает чёрным поясом по бразильскому джиу-джитсу и является экс-чемпионом мира по этому единоборству в категории «без ги», а также первым чемпионом Metamoris в тяжёлом весе.

## Карьера в смешанных единоборствах

### UFC
Выпускник школы Баллард в Сиэтле, Барнетт стал самым молодым чемпионом в тяжёлом весе в истории UFC после победы над Рэнди Кутюром в начале 2002 года. Позже в том же году он был лишён титула, будучи уличёным в употреблении трех анаболических препаратов. После судебных слушаний 26 июля 2002 года, Атлетическая комиссия штата Невада лишила его лицензии на профессиональную спортивную деятельность на полгода, несмотря на то, что Барнетт категорически отрицал употребление каких-либо стероидов.

### Pancrase и Pride
В дальнейшем Барнетт стал выступать в ММА, сменив постановочные бои на реальные. В организации Pancrase он выиграл открытое Гран-при, победив Юки Кондо. Эта победа позволила ему встать в один ряд с такими известными бойцами как Кен Шемрок, Фрэнк Шемрок и Бас Руттен, сумевшими стать обладателями чемпионского титула одновременно в UFC и в Pancrase.
В первом бою в Pride FC на Pride 28 Барнетт вышел против хорвата Мирко Филипповича. Во время боя Барнетт одновременно получил трещину и вывих плечевого сустава, в результате чего, потребовалось хирургическая операция и более шести месяцев вынужденного отдыха. Выздоровев, Барнетт снова вышел на бой против Филипповича, однако, вновь проиграл, на этот раз единогласным решением. Третий раз Барнетт проиграл Филипповичу в финале Pride Grand Prix 2006 в открытой весовой категории. Исход третьего поединка был решён на восьмой минуте первого раунда: Филипович в клинче сумел нанести точный удар в печень, который заставил Барнетта согнуться и упасть на спину, и принялся добивать американца ударами сверху; после одного из таких ударов Джош сдался, постучав по настилу ринга, и закрыл ладонью правый глаз, в который удар и пришёлся.
Впрочем, если не принимать во внимание поражение от хорвата, карьера Барнетта в Pride была весьма успешной. Среди побежденных им бойцов значатся такие известные имена как Антонио Родриго Ногейра, Александр Емельяненко, Сэмми Шилт, Марк Хант и Павел Настула. Бой против Настулы, польского чемпиона по дзюдо, на «Pride 32» — первом шоу организации, проходил на территории Соединенных Штатов. Для допуска к этому поединку Барнетту пришлось снова пройти тест на стероиды по требованию все той же Атлетической комиссии штата Невада.
Сам бой с Настулой Барнетт едва не проиграл, находясь в невыгодной позиции снизу на протяжении почти двух раундов, однако, в конце боя сумел вывернуться и провести болевой прием на стопу соперника. После боя на пресс-конференции Барнетт высоко оценил силы своёго противника, а послематчевые тесты Настулы на стероиды дали положительный результат.

### Sengoku
После приобретения Pride компанией Zuffa, материнской компанией главного конкурента — UFC, Барнетт не выходил на ринг весь 2007 год, за исключением встречи с Хикару Сато на Pancrase, состоявшейся по правилам борьбы. Барнетт не последовал примеру многих ветеранов Pride и не стал перебираться снова в UFC, так как хотел присоединиться к организации, где бы выступал тяжеловес номер один в мире, Фёдор Емельяненко. В 2008 году Барнетт подписал контракт с только что созданной японской организацией Sengoku и провёл два боя на её первых двух турнирах, победив болевым приёмом Хидехико Ёсиду и единогласным решением Джеффа Монсона.

### Affliction Entertainment
Поскольку контракт с Sengoku не был эксклюзивным, Барнетт мог также выступать за любую другую организацию ММА. Такой организацией стала Affliction Entertainment, на первом турнире которой он выступил в июле 2008 года. Спустя семь лет после своего единственного проигрыша нокаутом Педро Риззо, Барнетт смог вернуть долг бразильцу, нокаутировав его во втором раунде. На втором турнире в январе 2009 Барнетт одержал победу над ветераном Pride Гилбертом Ивелом техническим нокаутом. Третий бой Барнетта за Affliction должен был состояться первого августа 2009 года против Федора Емельяненко. Несмотря на ажиотаж, бой, где должны были сойтись двое лучших на тот момент в мире бойцов, не состоялся ввиду того, что тест Барнетта на стероиды опять дал положительный результат. Affliction не смогла вовремя найти Барнетту замену и была вынуждена отменить турнир, что обернулось крахом для промоушена. Барнетт запросил повторить тест, но провалил и его.
Многочисленные попытки Барнетта вновь получить лицензию от штата Калифорния не увенчались успехом. Дважды слушание было отложено из-за недостатка информации от лаборатории, проводившей тесты; в третий раз на слушание не смог приехать адвокат Барнетта, Майкл Димаджио, а в четвёртый раз на слушании не появился сам Барнетт. Согласно Шэннон Хупер, менеджеру Барнетта, Джош находился в Японии, выступая в рестлерском матче. Сам Барнетт позже заявил, что не знал, что его присутствие необходимо, однако Атлетическая комиссия штата Калифорния утверждала об уведомлении Барнетта за несколько месяцев до слушания.

### DREAM
22 мая 2010 года Барнетт выступил за японскую организацию Dream, де-факто преемника Pride. Соперником Барнетта стал «Могучий Мо» Силига, которого Барнетт взял на болевой приём в первом раунде.

### Strikeforce
В 2011 году Барнетт подписал контракт со Strikeforce. Его дебют состоялся 18 июня в рамках начальной стадии турнира Strikeforce Grand Prix. Соперником Барнетта стал 120-килограммовый нокаутер Бретт Роджерс, известный своей победой над Андреем Орловским. Барнетт сразу перевёл бой в партер и во втором раунде сумел поймать Роджерса на удушающий приём (треугольник руками). Следующим соперником Барнетта стал российский тяжеловес Сергей Харитонов, которого Джош победил удушающим приёмом (как и своего предыдущего оппонента, треугольником руками) в 1 раунде на полуфинальном турнире Гран-При Strikeforce 10 сентября 2011 года. В финале турнира, 20 мая 2012 года, Барнетт встретился с Даниэлем Кормье, которому уступил единогласным решением судей. В этом бою оба соперника получили переломы рук, в том числе Барнетт — уже на первой минуте. Последний бой под эгидой Strikeforce Барнетт провёл на последнем турнире организации 12 января 2013 года против малоизвестного австрийского бойца Нандора Гэльмино. Джош считался явным фаворитом в этом бою и без больших затруднений завершил схватку на третьей минуте, проведя сопернику всё тот же треугольник руками.

### Возвращение в UFC
Изначально условия UFC не устроили Барнетта, и 6 февраля 2013 года его менеджер официально отклонил предложение промоушена о контракте. Однако 22 мая 2013 года стало известно, что Барнетт всё же подписал соглашение с UFC. Свой первый бой после возвращения в организацию «Воитель» провёл на UFC 164 против другого экс-чемпиона в тяжёлом весе — Фрэнка Мира. Бой завершился уже на второй минуте, когда Барнетт нанёс удар коленом из клинча, после которого Мир упал на настил восьмиугольника, а когда начал подниматься, рефери уже остановил поединок, присудив Барнетту победу техническим нокаутом. После боя Мир и президент UFC Дэйна Уайт выразили недовольство слишком ранней, по их мнению, остановкой боя; сам Барнетт не стал с этим спорить, но заявил, что в любом случае одержал бы победу.
Свой следующий бой Барнетт провёл против Трэвиса Брауна 28 декабря 2013 года. Поединок сложился для Джоша крайне неудачно: в самом начале схватки Браун нанёс мощный удар коленом, после которого Барнетт пошёл в клинч, но пропустил серию мощных ударов локтями и был отправлен в нокаут уже через минуту после начала боя, после чего взял паузу в выступлениях в UFC. В 2014 и 2015 годах Барнетт выступал в джиу-джитсу промоушене Metamoris, взяв верх над Дином Листером на Metamoris 4 (эта победа принесла Барнетту чемпионство, а его сопернику — первое поражение сдачей за 16 лет) и Хироном Грэйси на Metamoris 6, а также комментировал рестлинг в промоушене New Japan Pro Wrestling. В восьмиугольник «Воитель» вернулся только в сентябре 2015 года, выступив в главном бою турнира UFC Fight Night: Barnett vs Nelson против опытного ударника — Роя Нельсона. Вопреки ожиданиям переводов в партер от Барнетта, бой преимущественно происходил в стойке, а борьбу инициировал как раз Нельсон; в целом бой прошёл под диктовку Барнетта и завершился его победой единогласным решением судей. Хотя победа была уверенной, а после турнира Барнетт был награждён бонусом за выступление вечера, менеджер бойца высказался о перспективах продолжения карьеры Джоша в единоборствах с сомнением, отметив, что Барнетт раздумывает над карьерой киноактёра.

## Карьера в рестлинге

### New Japan Pro-Wrestling (2003—2004, 2015-н.в.)
Барнетт начал карьеру рестлера в New Japan Pro-Wrestling (NJPW), где он провел множество матчей в 2003 и 2004 годах. В своем первом матче он боролся с чемпионом Юдзи Нагатой за титул чемпиона IWGP в тяжелом весе. Несмотря на неудачу в этом матче, Барнетт сформировал команду с Перри Сатурном и был непобедим в следующем туре Fighting Spirit 2003. Всего Барнетт провел более 50 матчей за промоушен NJPW.
В январе 2015 года Барнетт начал работать в качестве комментатора еженедельной программы NJPW на AXS TV.

### Inoki Genome Federation (2007—2014)
Барнетт дебютировал в промоушене Inoki Genome Federation (IGF) Антонио Иноки в июне 2007 года, одержав победу над Тадао Ясудой. Он одержал победы над Доном Фраем и Монтаньей Сильвой, после чего потерпел свое первое поражение в бою с Наоя Огавой. После этого поражения у него началась полоса побед над Хищником, Хитокуи Ёсики, Танком Эбботом, Джоном Андерсеном, Фонсекой, Ацуси Савадой, Бобом Саппом, Последней маской, Тимом Сильвией, Монтаньей Сильвой, Бобби Лэшли и Хидэки Судзуки.

### Total Nonstop Action Wrestling (2017)
В январе 2017 года Барнетт присоединился к Total Nonstop Action Wrestling (TNA), ответив на открытый вызов Бобби Лэшли на матч за звание чемпиона мира TNA в тяжелом весе, в котором Барнетт проиграл.

### Game Changer Wrestling (2019-н.в.)
Джош Барнетт провел мероприятие Game Changer Wrestling Bloodsport 2019 года. В главном событии он сразился с Минору Судзуки. 22 июня 2019 года было объявлено, что Bloodsport 2 состоится 14 сентября 2019 года в Атлантик-Сити, Нью-Джерси. Его соперником был объявлен Джон Моксли. После того как Моксли был вынужден сняться с поединка из-за травмы, вместо него был объявлен Крис Дикинсон. В главном событии Джош Барнетт победил Криса Дикинсона.
13 января 2020 года Джош объявил, что 2 апреля 2020 года на турнире Josh Barnett’s: Bloodsport 3 он наконец-то сразится с Джоном Моксли. Из-за пандемии COVID-19 мероприятие было перенесено на 11 октября в округе Мэрион, Индиана, а главным событием Bloodsport 3 был объявлен бой Джон Моксли против Криса Дикинсона.

## Другие факты
Джош Барнетт также известен и среди любителей компьютерных игр. В игре для Xbox 360 «Beautiful Katamari» он появляется под именем «Wrestler» в шортах со своими инициалами и в перчатках Pride FC.
У Джоша помимо всего есть опыт тренерской деятельности. Он преподавал борьбу в одном из тренировочных центров в Калифорнии. Он является тренером и менеджером Мэгуми Фудзии.
Также Джош известен своим чувством юмора. Во время боя с Майти Мо Барнетт случайно ударил того ногой в пах, за что после боя немедленно извинился и предложил Мо ударить его в пах в ответ. Кроме того, перед одним из боёв в Pride Барнетт, выслушав инструкции рефери, изобразил на лице искреннее удивление и недовольство, «узнав» о запрете ударов в пах.
В 2015 году Барнетт снялся в эпизодической роли сержанта-полицейского в телефильме «Акулий торнадо 3». В 2016 году снялся в главных ролях в фильме «Никогда не сдавайся 3» («Never Back Down: No Surrender», 2016), где играет знаменитого профессионального бойца.

## Результаты боев
| Результат | Рекорд | Соперник                | Способ                                 | Турнир                                               | Дата             | Раунд | Время | Место               | Примечание                                                                         |
| --------- | ------ | ----------------------- | -------------------------------------- | ---------------------------------------------------- | ---------------- | ----- | ----- | ------------------- | ---------------------------------------------------------------------------------- |
| Победа    | 35-8   | Андрей Орловский        | Удушающий приём (удушение сзади)       | UFC Fight Night 93                                   | 03 сентября 2016 | 3     | 2:53  | Гамбург, Германия   | Лучший бой вечера.                                                                 |
| Поражение | 34-8   | Бен Ротвелл             | Удушающий приём (гильотина)            | UFC on Fox: Johnson vs. Bader                        | 30 января 2016   | 2     | 3:48  | Ньюарк, США         |                                                                                    |
| Победа    | 34-7   | Рой Нельсон             | Единогласное решение судей             | UFC Fight Night: Barnett vs. Nelson                  | 27 сентября 2015 | 5     | 5:00  | Сайтама, Япония     | Выступление вечера.                                                                |
| Поражение | 33-7   | Трэвис Браун            | Нокаут                                 | UFC 168                                              | 28 декабря 2013  | 1     | 1:00  | Лас-Вегас, США      |                                                                                    |
| Победа    | 33-6   | Фрэнк Мир               | Техническим нокаутом (удар коленом)    | UFC 164 — Henderson vs. Pettis 2                     | 31 августа 2013  | 1     | 1:56  | Милуоки, США        |                                                                                    |
| Победа    | 32-6   | Нандор Гельминьо        | Удушающий приём («треугольник» руками) | Strikeforce: Marquardt vs. Saffiedine                | 12 января 2013   | 1     | 2:10  | Оклахома-сити, США  |                                                                                    |
| Поражение | 31-6   | Даниэль Кормье          | Единогласное решение судей             | Strikeforce Final Grand Prix                         | 19 мая 2012      | 5     | 5:00  | Сан-Хосе, США       | Финал Турнира Strikeforce среди тяжеловесов                                        |
| Победа    | 31-5   | Сергей Харитонов        | Удушающий приём («треугольник» руками) | Strikeforce World Grand Prix: Barnett vs. Kharitonov | 10 сентября 2011 | 1     | 4:28  | Цинциннати, США     | Полуфинал турнира Strikeforce среди тяжеловесов                                    |
| Победа    | 30-5   | Бретт Роджерс           | Удушающий приём                        | Strikeforce Heavyweight Grand Prix                   | 18 июня 2011     | 2     | 1:17  | Даллас, США         | Четвертьфинал турнира Strikeforce среди тяжеловесов                                |
| Победа    | 29-5   | Джеронимо Дос Сантос    | Технический нокаут                     | Impact FC                                            | 10 июля 2010     | 1     | 2:45  | Брисбен, Австралия  |                                                                                    |
| Победа    | 28-5   | Майти Мо                | Болевой приём (кимура)                 | Dream.13                                             | 22 марта 2010    | 1     | 4:41  | Йокогама, Япония    |                                                                                    |
| Победа    | 27-5   | Гилберт Ивел            | Сдача от ударов                        | Affliction: Day of Reckoning                         | 24 января 2009   | 3     | 3:05  | Анахайм, США        |                                                                                    |
| Победа    | 26-5   | Педру Риззу             | Нокаут                                 | Affliction: Banned                                   | 19 июля 2008     | 2     | 1:44  | Анахайм, США        |                                                                                    |
| Победа    | 25-5   | Джефф Монсон            | Единогласное решение судей             | Sengoku 2                                            | 18 мая 2008      | 3     | 5:00  | Токио, Япония       |                                                                                    |
| Победа    | 24-5   | Хидэхико Ёсида          | Болевой приём (узел пятки)             | Sengoku 1                                            | 05 марта 2008    | 3     | 3:23  | Токио, Япония       |                                                                                    |
| Поражение | 23-5   | Антониу Родригу Ногейра | Единогласное решение судей             | Pride Shockwave 2006                                 | 31 декабря 2006  | 3     | 5:00  | Сайтама, Япония     |                                                                                    |
| Победа    | 23-4   | Павел Настула           | Болевой приём (захват стопы)           | Pride 32 — The Real Deal                             | 21 октября 2006  | 2     | 3:04  | Лас-Вегас, США      |                                                                                    |
| Поражение | 22-4   | Мирко Филипович         | Сдача (удары)                          | Pride Final Conflict Absolute                        | 10 сентября 2006 | 1     | 7:32  | Сайтама, Япония     | Финал турнира PRIDE 2006 среди тяжеловесов                                         |
| Победа    | 22-3   | Антонио Родриго Ногейра | Раздельное решение судей               | Pride Final Conflict Absolute                        | 10 сентября 2006 | 2     | 5:00  | Сайтама, Япония     | Полуфинал турнира PRIDE 2006 среди тяжеловесов                                     |
| Победа    | 21-3   | Марк Хант               | Болевой приём (кимура)                 | Pride Critical Countdown Absolute                    | 01 июля 2006     | 1     | 2:02  | Сайтама, Япония     | Четвертьфинал турнира PRIDE 2006 среди тяжеловесов                                 |
| Победа    | 20-3   | Александр Емельяненко   | Болевой приём (американа)              | Pride Total Elimination Absolute                     | 05 мая 2006      | 2     | 1:57  | Осака, Япония       | Начальный этап турнира PRIDE 2006 среди тяжеловесов                                |
| Победа    | 19-3   | Кадзухиро Накамура      | Удушающий приём (удушение сзади)       | Pride 31                                             | 26 февраля 2006  | 1     | 8:10  | Сайтама, Япония     |                                                                                    |
| Поражение | 18-3   | Мирко Филипович         | Единогласное решение                   | Pride 30 — Fully Loaded                              | 23 октября 2005  | 3     | 5:00  | Сайтама, Япония     |                                                                                    |
| Поражение | 18-2   | Мирко Филипович         | Травма плеча                           | Pride 28 — High Octane                               | 31 октября 2004  | 1     | 0:46  | Сайтама, Япония     |                                                                                    |
| Победа    | 18-1   | Ренэ Руз                | Технический нокаут                     | K-1 MMA ROMANEX                                      | 22 мая 2004      | 1     | 2:15  | Сайтама, Япония     |                                                                                    |
| Победа    | 17-1   | Сэмми Шилт              | Болевой приём (рычаг локтя)            | INOKI BOM-BA-YE 2003 INOKI FESTIVAL                  | 31 декабря 2003  | 3     | 4:48  | Кобе, Япония        | Защитил титул чемпиона Pancrase в открытом весе                                    |
| Победа    | 16-1   | Ёсики Такахаси          | Болевой приём (треугольник)            | NJPW — Ultimate Crush                                | 13 октября 2003  | 2     | 2:52  | Токио, Япония       | Защитил титул чемпиона Pancrase в открытом весе                                    |
| Победа    | 15-1   | Юки Кондо               | Удушающий приём (удушение сзади)       | Pancrase — 10th Anniversary Show                     | 31 августа 2003  | 3     | 3:26  | Токио, Япония       | Выиграл титул чемпиона Pancrase в открытом весе                                    |
| Победа    | 14-1   | Джимми Амбрис           | Технический нокаут                     | NJPW — Ultimate Crush                                | 02 мая 2003      | 1     | 3:05  | Токио, Япония       |                                                                                    |
| Победа    | 13-1   | Рэнди Кутюр             | Технический нокаут                     | UFC 36 — Worlds Collide                              | 22 марта 2003    | 2     | 4:35  | Лас-Вегас, США      | Выиграл титул UFC в тяжёлом весе.Позже был лишён титула из-за проверки на стероиды |
| Победа    | 12-1   | Бобби Хоффман           | Сдача (удары)                          | UFC 34 — High Voltage                                | 02 ноября 2001   | 2     | 4:25  | Лас-Вегас, США      | Провалил тест на стероиды, получив предупреждение от Спортивной Комиссии Невады    |
| Победа    | 11-1   | Сэмми Шилт              | Болевой приём (рычаг локтя)            | UFC 32 — Showdown in the Meadowlands                 | 29 июня 2001     | 1     | 4:21  | Ист-Ратерфорд, США  |                                                                                    |
| Поражение | 10-1   | Педру Риззу             | Нокаут                                 | UFC 30 — Battle on the Boardwalk                     | 23 февраля 2001  | 2     | 4:21  | Атлантик-Сити, США  |                                                                                    |
| Победа    | 10-0   | Гэн Макги               | Технический нокаут                     | UFC 28 — High Stakes                                 | 17 ноября 2000   | 2     | 4:34  | Атлантик-Сити, США  | Бой в супертяжёлом весе                                                            |
| Победа    | 9-0    | Дэн Северн              | Болевой приём (рычаг локтя)            | SuperBrawl 16                                        | 08 февраля 2000  | 4     | 1:21  | Гавайи, США         |                                                                                    |
| Победа    | 8-0    | Бобби Хоффман           | Единогласное решение судей             | SuperBrawl 13                                        | 07 сентября 1999 | 3     | 5:00  | Гавайи, США         | Финал турнира SuperBrawl 13 среди тяжеловесов                                      |
| Победа    | 7-0    | Джон Марш               | Болевой приём (кимура)                 | SuperBrawl 13                                        | 07 сентября 1999 | 1     | 4:23  | Гавайи, США         | Полуфинал турнира SuperBrawl 13 среди тяжеловесов                                  |
| Победа    | 6-0    | Юха Тухкасаари          | Болевой приём (рычаг локтя)            | SuperBrawl 13                                        | 07 сентября 1999 | 1     | 3:32  | Гавайи, США         | Четвертьфинал турнира SuperBrawl 13 среди тяжеловесов                              |
| Победа    | 5-0    | Тревор Ховард           | Болевой приём (рычаг локтя)            | UFCF — Night of Champions                            | 19 сентября 1998 | 1     | N/A   | штат Вашингтон, США |                                                                                    |
| Победа    | 4-0    | Боб Гилстрап            | Дисквалификация                        | UFCF — Night of Champions                            | 14 марта 1998    | 1     | 0:42  | штат Вашингтон, США |                                                                                    |
| Победа    | 3-0    | Крис Мансен             | Технический нокаут                     | UFCF — Road to the Championships 2                   | 16 сентября 1997 | 1     | N/A   | штат Вашингтон, США |                                                                                    |
| Победа    | 2-0    | Боб Гилстрап            | Единогласное решение судей             | UFCF — Road to the Championships 1                   | 07 июля 1997     | 1     | 10:00 | штат Вашингтон, США |                                                                                    |
| Победа    | 1-0    | Крис Чарнос             | Удушающий приём                        | UFCF — Clash of the Titans                           | 11 января 1997   | 1     | 2:41  | штат Вашингтон, США |                                                                                    |